# Wackersdorf
Wackersdorf – miejscowość i gmina w Niemczech, w kraju związkowym Bawaria, w rejencji Górny Palatynat, w regionie Oberpfalz-Nord, w powiecie Schwandorf, siedziba wspólnoty administracyjnej Wackersdorf. Leży około 5 km na południowy wschód od Schwandorfu, przy autostradzie A93, drodze B85.

## Dzielnice
W skład gminy wchodzą następujące dzielnice: Alberndorf, Rauberweiherhaus, Wackersdorf.

## Oświata
(na 1999)

W gminie znajduje się 100 miejsc przedszkolnych (126 dzieci) oraz szkoła podstawowa (22 nauczycieli, 376 uczniów).

## Współpraca
Miejscowość partnerska:
- Alberndorf in der Riedmark, Austria